# Gordon Merrick
Gordon Merrick (Filadélfia, 3 de Agosto de 1916 – Colombo, 27 de Março de 1988) foi um ator da Broadway, oficial de campo da OSS em tempo de guerra, autor de best-sellers de romances com temas gays e um dos primeiros autores a escrever sobre temas homossexuais para um público de massa.